# 迪庆藏族自治州
迪庆藏族自治州（藏語：བདེ་ཆེན་བོད་རིགས་རང་སྐྱོང་ཁུལ།，威利转写：bde-chen bod-rigs rang-skyong khul，藏语拼音：Dêqên Pörig Ranggyong Kü），简称迪庆州，是中华人民共和国云南省下辖的自治州，位于云南省西北部。州境东南界丽江市，西南接怒江州，西北邻西藏自治区林芝市、昌都市，东北与四川省甘孜州、凉山州接壤。地处云贵高原向青藏高原的过渡带，横断山脉北段，梅里雪山东南缘，金沙江和澜沧江纵贯州境。全州面积23,186平方公里，总人口為38.75万人，藏族人口比例约33%，傈僳族约27%，自治州首府驻香格里拉市建塘镇。迪庆州传统上属于康區，历史上是“茶马古道”的重镇，是世界自然遗产“三江并流”的核心区，亦因“香格里拉”而成为著名旅游胜地。

## 历史
考古学发现迪庆一带应为中华古老文明的发祥地之一。新石器时代遗址维西戈登为约在七千年前。境内发掘的石板是2400年前两江沿岸先民留下的印记。
汉代今州境属牦牛羌地。晋代属马儿敢地。隋代属南宁州，部分入吐蕃。唐初属吐蕃铁桥节度。唐调露二年（680年），吐蕃在今维西县塔城镇一带设置神川都督府。后地入南诏，先后属铁桥节度和剑川节度，境内有铁桥城（今维西县塔城镇）、敛寻城（今维西县）、聿赉城（今德钦县）。大理国时大部分属善巨郡，小部分为吐蕃所据，今香格里拉市称“旦当”，维西县称“罗裒间”。
元初今境属丽江路。至元十四年（1277年）置临西县（治今维西县小维西村），属丽江路巨津州。至元三十年（1293年）今香格里拉市改属宣政院辖地吐蕃等路宣慰司，称“大旦当”；今德钦县称“小旦当”。
明州境大部分属丽江府，部分直隶云南都指挥使司。永乐四年（1406年）置剌和庄长官司（治今维西县拉河柱村），直隶云南都司。弘治后罢临西县入巨津州。明代今香格里拉市称“忠甸”，德钦县称“阿得酋”。
清雍正五年（1727年）置维西厅（治今维西县），属鹤庆府。乾隆二十一年（1756年）设中甸厅（治今香格里拉市），与维西厅改隶丽江府。光绪三十三年（1907年）增设阿墩子弹压委员。
民国二年（1913年）改中甸厅、维西厅为中甸县、维西县；置阿墩子行政区（治今德钦县），皆属滇西道（次年改腾越道）。民国十八年（1929年）改属第一殖边督办公署。1932年改阿墩子行政区为德钦设治局。民国二十七年（1938年）撤销第一殖边督办公署，各县、设治局直属云南省。民国三十一年（1942年）属云南省第七行政督察区。1946年改属第十三区。
中华人民共和国成立后，各县、设治区属丽江专区。1951年德钦设治区改置德钦藏族自治区，1955年改为德钦县。1956年9月11日批准设置迪庆藏族自治州，1957年9月13日正式成立，辖中甸、维西、德钦3县。成立后的迪庆州仍由丽江专区代管，这一年，划出维西县第六区，建立奔子栏办事处（县级），直属于迪庆藏族自治州，迪庆州辖3县、1办事处（县级）。1973年不再由丽江地区代管。1985年6月，维西县改设维西傈僳族自治县。2001年12月，中甸县更名为香格里拉县。2014年12月，撤销香格里拉县，改置香格里拉市。

## 地理
迪庆地势北高南低，地貌形态以山地、古高原面和岭峰为主，境内为“三山挟两江”。三山为梅里雪山、云岭雪山山脉、中甸雪山山脉，自西向东依次排列。最高海拔为梅里雪山卡瓦格博峰6740米，最低海拔为维西县碧玉河入澜沧江口处1486米。由于受地势、地貌及气候因素的影响，形成了垂直分布的三种生态环境，高寒地区：海拔在2800～6740米；山区：海拔在2200～2800米；河谷地区：海拔在1486～2200米。
迪庆州境内有澜沧江、金沙江自北而南贯穿全境，金沙江流经迪庆境内430公里，流域面积16810.8平方公里，澜沧江在州境内流程320公里，流域面积7059.2平方公里，全州共有大小支流221条，沿两江干流四射分布，形成典型的羽状水系。

## 资源
迪庆矿产丰富，东南亚锡矿带和玉树—义敦的铜、铅、锌、银、金、汞矿带横贯全境，是有色金属和稀有金属、非金属矿的富集区之一。现已探明有铜、铁、钨、铅、金等矿，州内有24个矿种323个矿点。

## 政治

### 现任领导
| 机构     | · 中国共产党 · 迪庆藏族自治州委员会 | 迪庆藏族自治州人民代表大会 常务委员会 | 迪庆藏族自治州人民政府 | · 中国人民政治协商会议 · 迪庆藏族自治州委员会 |
| 职务     | 书记                                | 主任                                  | 州长                   | 主席                                          |
| -------- | ----------------------------------- | ------------------------------------- | ---------------------- | --------------------------------------------- |
| 姓名     | 罗朝峰                              | 李燕兰（女）                          | 张卫东                 | 苗有发                                        |
| 民族     | 汉族                                | 藏族                                  | 藏族                   | 藏族                                          |
| 籍贯     | 云南省永胜县                        | 云南省德钦县                          |                        |                                               |
| 出生日期 | 1968年7月（56歲）                   | 1972年6月（52歲）                     | 1967年9月（57歲）      | 1967年1月（58歲）                             |
| 就任日期 | 2023年2月                           | 2025年2月                             | 2022年2月              | 2022年2月                                     |

### 历任领导
| 州委书记 - 罗朝峰（2023年2月—） - 王以志（2019年12月—2023年2月） - 顾琨（2016年4月—2019年12月） - 訚柏（2014年5月—2016年1月） - 张登亮（2010年12月—2014年5月） - 齐扎拉（2007年5月—2010年9月） - 卯稳国（2004年12月—2007年3月） - 张百如（2001年4月—2004年11月） | 州长 - 张卫东（2022年2月—） - 齐建新（2016年2月—2022年1月） - 黄政红（2010年3月—2015年9月） - 陈建国（2007年11月—2010年1月） - 齐扎拉（2001年6月—2007年5月） - 康仲明（1994年4月—2001年3月） |

### 行政区划
迪庆州下轄1个县级市、1个县、1个自治县。
- 县级市：香格里拉市
- 县：德钦县
- 自治县：维西傈僳族自治县

## 人口
根据2020年第七次全国人口普查，全州常住人口为387,511人。同第六次全国人口普查的400,182人相比，十年共减少了12,671人，下降3.17%，年平均增长率为-0.32%。其中，男性为203,090人，占总人口的52.41%；女性为184,421人，占总人口的47.59%。总人口性别比（以女性为100）为110.12。0－14岁的人口为67,780人，占总人口的17.49%；15－59岁的人口为270,543人，占总人口的69.82%；60岁及以上的人口为49,188人，占总人口的12.69%，其中65岁及以上的人口为35,547人，占总人口的9.17%。居住在城镇的人口为120,412人，占总人口的31.07%；居住在乡村的人口为267,099人，占总人口的68.93%。

### 民族
全州常住人口中，汉族人口为64,823人，占16.73%；各少数民族人口为322,688人，占83.27%。与2010年第六次全国人口普查相比，汉族人口减少8,570人，下降11.68%，占总人口比例下降1.61个百分点；各少数民族人口减少4,101人，下降1.25%，占总人口比例增加1.61个百分点。其中，藏族人口减少1,811人，下降1.4%，占总人口比例增加0.59个百分点；傈僳族人口减少1,513人，下降1.42%，占总人口比例增加0.48个百分点；纳西族人口减少2,955人，下降6.37%，占总人口比例下降0.38个百分点。
| 民族名称                | 藏族    | 傈僳族  | 汉族   | 纳西族 | 白族   | 彝族   | 普米族 | 苗族  | 回族  | 哈尼族 | 其他民族 |
| ----------------------- | ------- | ------- | ------ | ------ | ------ | ------ | ------ | ----- | ----- | ------ | -------- |
| 人口数                  | 127,685 | 105,397 | 64,823 | 43,447 | 21,208 | 17,759 | 2,081  | 1,641 | 1,593 | 251    | 1,626    |
| 占总人口比例（%）       | 32.95   | 27.20   | 16.73  | 11.21  | 5.47   | 4.58   | 0.54   | 0.42  | 0.41  | 0.06   | 0.42     |
| 占少数民族人口比例（%） | 39.57   | 32.66   | －     | 13.46  | 6.57   | 5.50   | 0.64   | 0.51  | 0.49  | 0.08   | 0.50     |

## 旅游
迪庆州有雄伟壮丽的云南第一高峰梅里雪山卡瓦格博，有险峻奇绝的世界上最深的峡谷虎跳峡，有东巴文化的发祥地“仙人遗田”白水台，有中国纬度最低的现代冰川明永冰川，有“高原名珠”碧塔海，有康藏十三林之一的噶丹松赞林等。

### 全国重点文物保护单位
- 中心镇公堂
- 寿国寺
- 茨中教堂
- 金沙江岩画